# Halowe Mistrzostwa Europy w Lekkoatletyce 1975 – sztafeta 4 × 2 okrążenia kobiet
Sztafeta 4 × 2 okrążenia kobiet – jedna z konkurencji biegowych rozgrywanych podczas halowych lekkoatletycznych mistrzostw Europy w hali Rondo w Katowicach. Rozegrano od razu bieg finałowy 9 marca 1975. Długość jednego okrążenia wynosiła 160 metrów. Zwyciężyła reprezentacja Związku Radzieckiego. Tytułu zdobytego na poprzednich mistrzostwach nie broniła sztafeta Szwecji. Konkurencję te rozegrano po raz ostatni na halowych mistrzostwach Europy. Od 2000 w programie mistrzostw znajduje się sztafeta 4 × 400 metrów.

## Rezultaty

### Finał
Rozegrano od razu bieg finałowy, w którym wzięły udział 4 sztafety.

Opracowano na podstawie materiału źródłowego.
| Miejsce | Reprezentacja | Zawodniczki                                                            | Czas   |
| ------- | ------------- | ---------------------------------------------------------------------- | ------ |
| 1       | ZSRR          | Nadieżda Iljina, Ingrīda Barkāne, Ludmyła Aksionowa, Inta Kļimoviča    | 2:46,1 |
| 2       | RFN           | Elke Barth, Brigitte Koczelnik, Silvia Hollmann, Rita Wilden           | 2:47,3 |
| 3       | Polska        | Zofia Zwolińska, Genowefa Nowaczyk, Krystyna Kacperczyk, Danuta Piecyk | 2:49,6 |
| 4       | Bułgaria      | Galina Enczewa, Maria Zabewa, Biserka Pałazowa, Jordanka Filipowa      | 2:56,4 |